# Alopoglossus gorgonae
Alopoglossus gorgonae — вид ящірок родини Alopoglossidae. Мешкає в Колумбії і Еквадорі. Вид названий на честь італійського натураліста Енріко Феста.

## Поширення і екологія
Alopoglossus gorgonae мешкають на південному заході Колумбії (в департаментах Каука і Нариньйо, зокрема на сусідніх островах Горгона і Горгонілла) та на північному заході Еквадору. Вони живуть у вологих рівнинних тропічних лісах, під камінням, поваленими деревами і опалим листям, у підніжжя дерев і скель. Зустрічаються на висоті до 500 м над рівнем моря.